# Bạt-đà

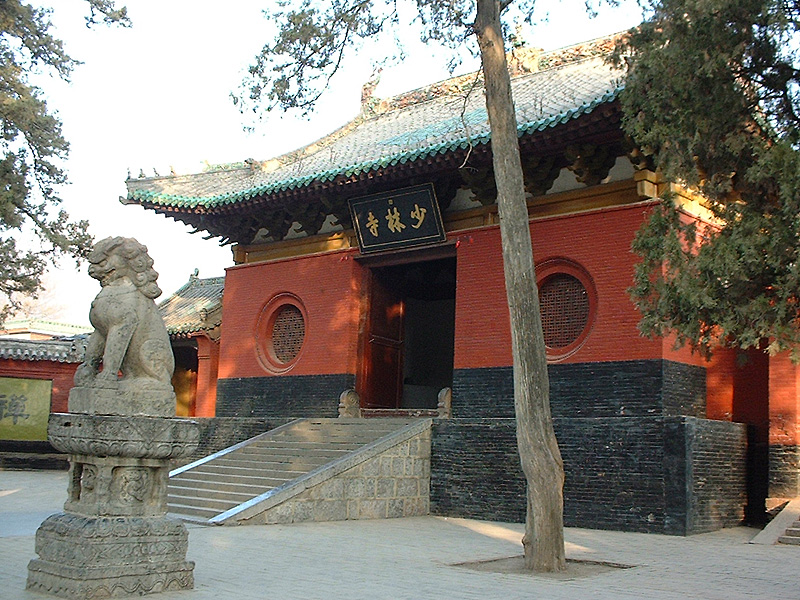
Cổng chính chùa Thiếu Lâm ở Hà Nam.

Bạt-đà (tiếng Trung: 跋陀; sa. Buddhabhadra) là một tăng nhân từ miền Nam Ấn Độ đến Trung Quốc vào thời kỳ Ngũ Hồ thập lục quốc, vị trụ trì đầu tiên của Thiếu Lâm tự.
Theo ghi chép của huyện Đặng Phong, Bạt-đà đến Trung Quốc vào năm 464 và thuyết giảng Phật giáo Nikaya trong 30 năm. Năm 495, Bắc Ngụy Hiếu Văn Đế cho xây dựng chùa Thiếu Lâm làm nơi tu tập và giảng pháp cho đại sư Bạt-đà.